# Серия научно-популярных изданий АН СССР
Серия научно-популярных изданий АН СССР (позже — РАН) — научно-популярная книжная серия, выпускавшаяся в издательстве Наука (Москва) и его отделениях в  Ленинграде и Новосибирске. Название серии в советское время — Научно-популярная литература АН СССР. Состояла из нескольких подсерий, посвящённых различным вопросам науки и техники, взаимодействия человека с окружающей средой и пр.
Серия была основана в 1931 г. академиком С. И. Вавиловым. Расцвет серии пришелся на конец 60-х — начало 70-х годов, когда в редакции научно-популярной литературы работали Лишевский Володар Петрович (заведующий редакцией), Дукельская Вера Евсеевна (секретарь редакции), редакторы: Володина Елена Ивановна, Вяземцева Валентина Никтична, Кляус Евгений Михайлович, Прокофьева Наталья Борисовна, Приходько Лариса Ивановна, Шевелева Нина Викторовна.

## Подсерии
| Название                                 | Годы выпуска | Всего книг (вкл. переиздания) |
| ---------------------------------------- | ------------ | ----------------------------- |
| Всеобщая история                         | 1988         | 1                             |
| Из истории мировой культуры              | 1964-1992    | 115                           |
| История и современность                  | 1981-1992    | 32                            |
| История науки и техники                  | 1977-1993    | 49                            |
| История нашей Родины                     | 1975-1986    | 18                            |
| Из истории нашей Родины                  | 1982         | 1                             |
| Страницы истории нашей Родины            | 1977-1992    | 60                            |
| Конституция СССР. Личность и право       | 1972-1991    | ~7                            |
| Литературоведение и языкознание          | 1977-1992    | 41                            |
| Народы мира                              | 1971-1976    | ~5                            |
| Настоящее и будущее Земли и человечества | 1972-1975    | 13                            |
| Человек и окружающая среда               | 1975-1996    | 148                           |
| Наука — сельскому хозяйству              | 1981-1989    | ~10                           |
| Наука и технический прогресс             | 1976-1994    | 119                           |
| Научно-атеистическая серия               | 1972-1984    | ~30                           |
| Научно-популярная серия                  |              |                               |
| Научные биографии и мемуары учёных       | 1972-1987    | 18                            |
| Общенаучные популярные издания           |              |                               |
| Общество и личность                      | 1988-1991    | 9                             |
| От молекулы до организма                 | 1981-1992    | ~35                           |
| Планета Земля и Вселенная                | 1977-1991    | 39                            |
| Проблемы науки и технического прогресса  |              |                               |
| Современные тенденции развития науки     | 1969-1984    | >17                           |
| Страны и народы                          | 1977-1991    | 39                            |
| Трезвость — норма жизни                  | 1987         | ~2                            |
| Человек и общество                       | 1989         | ~1                            |